# Zbiór opowiadań
Zbiór opowiadań – pojedyncza publikacja albo seria wydawnicza wydana drukiem będąca wyborem dzieł lub ich fragmentów, jednego autora (zwykle opowiadań; niekiedy mogą być też w zbiorze umieszczone nowele). Dla publikacji dzieł kilku autorów stosuje się termin antologia.